# Mychal Thompson
Mychal Thompson (Nasáu, Bahamas, 30 de enero de 1955) es un exjugador de baloncesto originario de las islas Bahamas aunque nacionalizado estadounidense que disputó 13 temporadas en la NBA y 1 en la liga italiana. Mide 2,09 metros y jugaba de pívot. Fue el primer jugador no nacido en los Estados Unidos que fue elegido como N.º 1 en el draft de la NBA. 
Es el padre de los también jugadores de baloncesto Mychel Thompson (1988) y Klay Thompson (1990), y del jugador de béisbol Trayce Thompson (1991).

## Carrera

### Universidad
Después de jugar en High School en Miami, Florida, asistió a la Universidad de Minnesota, donde realizó una impresionante carrera, tanto, que todos los equipos profesionales pusieron sus ojos en él.

### NBA
Pero fue Portland Trail Blazers quien se llevó el gato al agua, al elegirlo como número 1 del Draft de la NBA de 1978. en su primera temporada formó parte del quinteto ideal de rookies, tras promediar 14,7 puntos y 8,3 rebotes. Su mejor temporada en Oregón fue la tercera, cuando promedió 20,8 puntos y 11,7 rebotes. Estuvo en Portland hasta la temporada 1985-86, tras la cual, y tras una breve estancia en los San Antonio Spurs, acabó en las filas de Los Angeles Lakers, fichado en parte para poder frenar a una de las estrellas del gran rival de los Lakers esos años, Kevin McHale de los Boston Celtics, y para dar minutos de descanso al gran Kareem Abdul-Jabbar. 
Estuvo 4 temporadas y media en California para retirarse tras la temporada 1990-91, con 36 años. Con los Lakers ganó dos anillos de campeón de la NBA. Sus estadísticas finales fueron de 13,7 puntos y 7,4 rebotes por partido.

## Estadísticas de su carrera en la NBA
|  | Denota temporada en la que fue Campeón de la NBA |

### Temporada regular
| Año     | Equipo      | PJ  | PT  | MPP  | %TC  | %3P   | %TL  | RPP  | APP | ROB | TPP | PPP  |
| ------- | ----------- | --- | --- | ---- | ---- | ----- | ---- | ---- | --- | --- | --- | ---- |
| 1978-79 | Portland    | 73  | —   | 29.4 | .490 | —     | .572 | 8.3  | 2.4 | .9  | 1.8 | 14.7 |
| 1980-81 | Portland    | 79  | —   | 35.3 | .494 | .000  | .641 | 8.7  | 3.6 | .8  | 2.2 | 17.0 |
| 1981-82 | Portland    | 79  | 78  | 39.6 | .523 | —     | .628 | 11.7 | 4.0 | .9  | 1.4 | 20.8 |
| 1982-83 | Portland    | 80  | 80  | 37.7 | .489 | .000  | .621 | 9.4  | 4.8 | .9  | 1.4 | 15.7 |
| 1983-84 | Portland    | 79  | 74  | 33.5 | .524 | .000  | .667 | 8.7  | 3.9 | 1.1 | 1.4 | 15.7 |
| 1984-85 | Portland    | 79  | 55  | 33.1 | .515 | —     | .684 | 7.8  | 2.6 | 1.0 | 1.3 | 18.4 |
| 1985-86 | Portland    | 82  | 78  | 31.3 | .498 | —     | .641 | 7.4  | 2.1 | .9  | .4  | 14.7 |
| 1986-87 | San Antonio | 49  | 6   | 24.7 | .436 | 1.000 | .735 | 5.6  | 1.8 | .6  | .8  | 12.3 |
| 1986-87 | L.A. Lakers | 33  | 1   | 20.6 | .480 | .000  | .743 | 4.1  | .8  | .4  | .9  | 10.1 |
| 1987-88 | L.A. Lakers | 80  | 0   | 25.1 | .512 | .000  | .634 | 6.1  | .8  | .5  | 1.0 | 11.6 |
| 1988-89 | L.A. Lakers | 80  | 8   | 24.9 | .559 | .000  | .678 | 5.8  | .6  | .7  | .7  | 9.2  |
| 1989-90 | L.A. Lakers | 70  | 70  | 26.9 | .500 | —     | .706 | 6.8  | .6  | .5  | 1.0 | 10.1 |
| 1990-91 | L.A. Lakers | 72  | 4   | 15.0 | .496 | .000  | .705 | 3.2  | .3  | .3  | .3  | 4.0  |
| Total   | Total       | 935 | 454 | 29.7 | .504 | .083  | .655 | 7.4  | 2.3 | .7  | 1.1 | 13.7 |

### Playoffs
| Año   | Equipo      | PJ  | PT | MPP  | %TC  | %3P | %TL  | RPP  | APP | ROB | TPP | PPP  |
| ----- | ----------- | --- | -- | ---- | ---- | --- | ---- | ---- | --- | --- | --- | ---- |
| 1979  | Portland    | 3   | —  | 40.3 | .500 | —   | .500 | 10.3 | 2.0 | .7  | 1.7 | 19.7 |
| 1981  | Portland    | 3   | —  | 44.0 | .608 | —   | .722 | 7.7  | 1.3 | 1.0 | 3.0 | 25.0 |
| 1983  | Portland    | 7   | —  | 40.6 | .471 | —   | .658 | 8.0  | 5.6 | .9  | 1.1 | 15.0 |
| 1984  | Portland    | 4   | —  | 30.3 | .500 | —   | .773 | 7.3  | 3.8 | 1.3 | .8  | 15.3 |
| 1985  | Portland    | 9   | 0  | 27.8 | .490 | —   | .673 | 8.0  | 1.6 | .8  | 1.3 | 14.8 |
| 1986  | Portland    | 4   | 4  | 35.0 | .574 | —   | .538 | 8.3  | 3.5 | .3  | .8  | 19.0 |
| 1987  | L.A. Lakers | 18  | 0  | 22.3 | .453 | —   | .680 | 4.9  | .5  | .4  | .9  | 8.8  |
| 1988† | L.A. Lakers | 24  | 0  | 25.6 | .513 | —   | .581 | 7.1  | .5  | .7  | .9  | 9.7  |
| 1989  | L.A. Lakers | 15  | 0  | 25.1 | .508 | —   | .683 | 5.1  | .7  | .4  | .8  | 11.4 |
| 1990  | L.A. Lakers | 9   | 8  | 25.0 | .477 | —   | .615 | 4.3  | .2  | .2  | 1.4 | 6.4  |
| 1991  | L.A. Lakers | 8   | 0  | 5.3  | .286 | —   | —    | 1.1  | .0  | .0  | .4  | .5   |
| Total | Total       | 104 | 12 | 26.0 | .501 | —   | .648 | 6.0  | 1.2 | .5  | 1.0 | 10.9 |

## Vida personal
Mychal y su hijo, Klay, son una de las cinco parejas padre e hijo en ser campeones de la NBA junto con los Barry (Rick y Brent), los Walton (Bill y Luke), los Guokas (Matt Sr. y Matt Jr.), y los Payton (Gary y Gary II).